# Live at Jazz Festival Willisau 2023
Live at Jazz Festival Willisau 2023 ist ein Jazzalbum des WHO Trio. Der 2023 von Radio SRF in Willisau beim Jazz Festival Willisau aufgenommene Mitschnitt erschien am 12. Juni 2024 in der Reihe First Visit auf Ezz-thetics.

## Hintergrund
Das WHO-Trio, bestehend aus Pianist Michel Wintsch, Bassist Bänz Oester und Schlagzeuger Gerry Hemingway, legte bereits 1999 mit Identity ein erstes Album vor. Es spielte zunächst nur Eigenkompositionen. Bereits auf seinem vorherigen Album Strell (Clean Feed Records), das 2019 aufgenommen wurde, interpretierte es neun Stücke von Duke Ellington und Billy Strayhorn. Vier Jahre später brachte das Trio in Willisau das Konzept auf die nächste Stufe: zu sieben der neun Tracks sind „Reimagination“-Abschnitte vorangestellt oder angeschlossen. Diese kollektiven Improvisationen sind so weit vom Ellington-Quellenmaterial abstrahiert, das davon nur noch entfernte Echos hörbar sind, notierte Chris May. Einige der Stücke des Albums sind bekannt, wie „Mood Indigo“, „The Mooche“ und „Black and Tan Fantasy“, andere sind relativ unbekannt: „Birmingham Breakdown“ und „Self Portrait of the Bean“. Dazwischen befinden sich noch drei weitere, „Wig Wise“, „Angelica“ und „Fleurette Africaine“. Der neunte Titel, „Interlude“, in der Mitte der Konzerts, ist eine kurze WHO-Improvisation.

## Titelliste
- WHO Trio: Live at Jazz Festival Willisau 2023 (Ezz-thetics 102)[2]

1. Reimagination #1 / Mood Indigo 5:57
2. Reimagination #2 / The Mooche 06:37
3. Reimagination #3 / Birmingham Breakdown 05:06
4. Reimagination #4 / Self Portrait of the Bean 11:54
5. Interlude 2:59
6. Wig Wise / Reimagination #5 6:23
7. Angelica / Reimagination #6 4:56
8. Fleurette Africaine 6:59
9. Reimagination #7 / Black and Tan Fantasy 5:32

Die Kompositionen mit dem Titel „Reimagination“ und einer laufenden Nummer stammen ebenso wie „Interlude“ von Michel Wintsch, Bänz Oester, Gerry Hemingway, alle weiteren von Duke Ellington.

## Rezeption

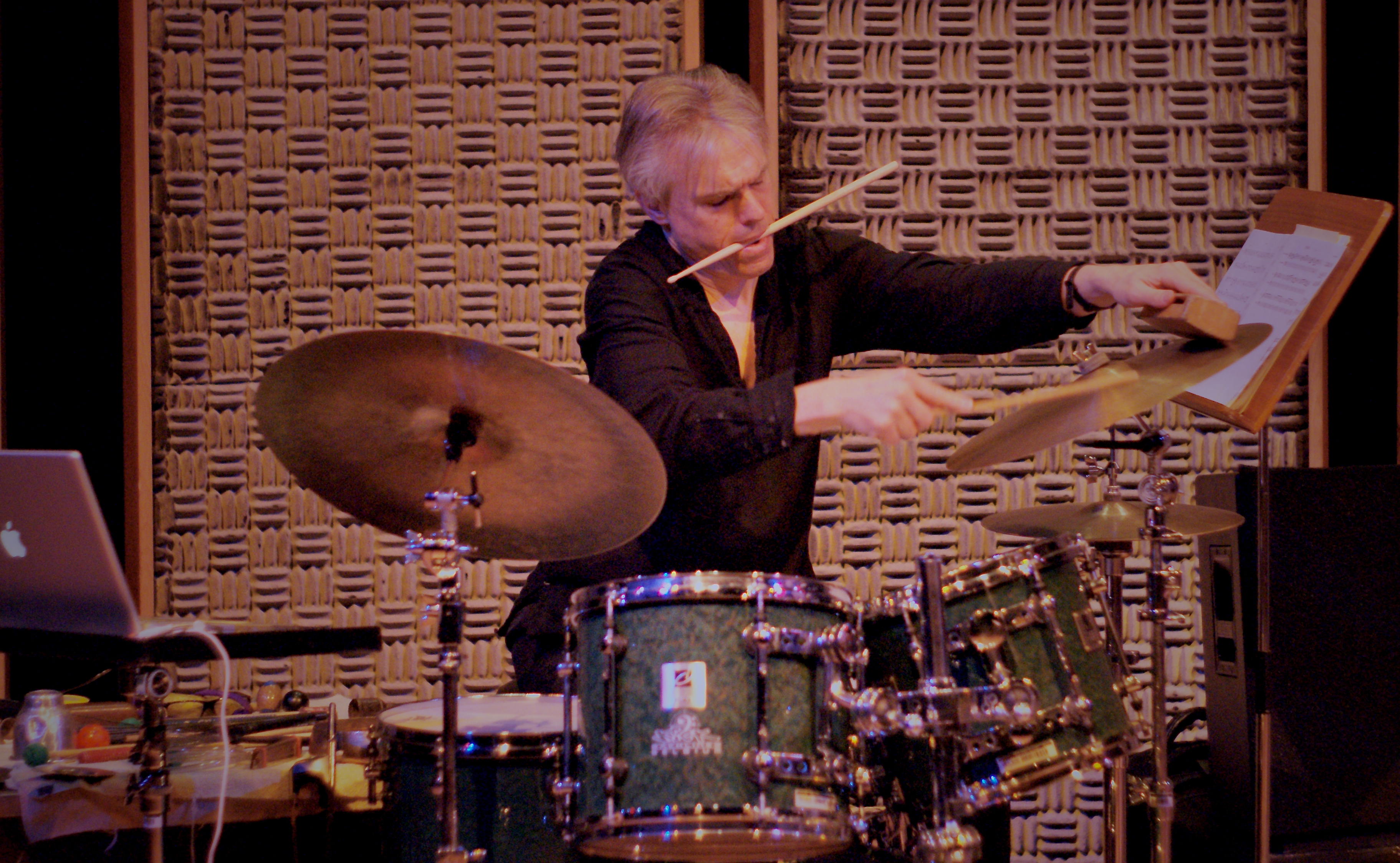
Gery Hemingway (2009)

Luca Koch zählte ihren Beitrag zu den Highlights des Willisau-Festivals und stellte ihn bei SRF vor. Das WHO Trio habe sich die Musik von Ellington und Strayhorn einverleibt und webe die Melodien und Harmonien sorgfältig in freie Improvisationen.
Nach Ansicht von Chris May, der das Album in All About Jazz rezensierte, sind Wintsch, Oester und Hemingway so überaus lyrische Musiker, dass sie Passagen von exquisiter Melodik schaffen würden. Oester, der die Themen ebenso oft einführe wie Wintsch, verleihe seinem Pizzicato-Spiel eine köstlich „schmutzige“ Note, indem er die Saiten häufig so zupfe, dass sie perkussiv gegen das Griffbrett vibrieren. Hemingway setze die Becken sparsam ein und konzentriere sich hauptsächlich auf gestimmte Tomtoms und Bassdrum, was seinem Trommelspiel eine außergewöhnliche Klangfülle verleihe.